# العقم في متلازمة تكيس المبايض
العقم في متلازمة تكيس المبايض (بي سي أوه إس) هو خلل هرموني لدى النساء يُعتقد أنه أحد الأسباب الرئيسية لعقم النساء. تسبب متلازمة تكيس المبايض أكثر من 75٪ من حالات عقم الإباضة. 

## الفيزيولوجيا المرضية
لا تجد كل النساء المصابات بالعقم في متلازمة تكيس المبايض صعوبة في الحمل. بالنسبة لأولئك الذين يعانون من متلازمة تكيس المبايض، فإن مشاكل الإباضة سبب شائع. آلية هذا الإباضة غير مؤكدة، ولكن هناك دليل على توقف نمو الجريب الغار، والذي بدوره قد يكون ناتجًا عن تفاعل غير طبيعي بين الأنسولين والهرمون اللوتيني (LH) على الخلايا الحبيبية.
قد يؤدي اضطراب الغدد الصماء أيضًا إلى انخفاض الخصوبة بشكل مباشر، مثل تغير مستويات الهرمون المطلق لموجهة الغدد التناسلية، الغونادوتروبين (خاصة زيادة الهرمون اللوتيني)، وفرط الأندروجين، وفرط أنسولين الدم. يطلق الغونادوتروبين بواسطة خلايا الغدد التناسلية في الغدة النخامية، ويبدو أن هذه الخلايا تحتوي على مستقبلات الأنسولين، والتي تتأثر بمستويات الأنسولين المرتفعة. السبب الذي يجعل محسّسات الأنسولين تعمل على زيادة الخصوبة هو أنها تخفض مستويات الأنسولين الكلية في الجسم حيث تستعيد الأنسجة الأيضية حساسيتها للهرمون. هذا يقلل من التحفيز المفرط لخلايا الغدد التناسلية في الغدة النخامية. 

## التشخيص
عادة ما تسبب متلازمة تكيس المبايض العقم المرتبط بانقطاع الإباضة، وبالتالي فإن وجود الإباضة يشير إلى عدم وجود عقم، على الرغم من عدم استبعاد العقم لأسباب أخرى.

### التنبؤ بالإباضة
يمكن التنبؤ بالإباضة عن طريق استخدام اختبارات البول التي تكشف عن تدفق الهرمون اللوتيني قبل عملية الإباضة، والتي تسمى مجموعات توقع الإباضة (OPKs). ومع ذلك، فإن OPKs ليست دقيقة دائمًا عند اختبارها على النساء المصابات بمتلازمة تكيس المبايض. يمكن أيضًا استخدام رسم بياني لمخاط عنق الرحم من أجل التنبؤ بالإباضة، أو يمكن استخدام بعض أجهزة مراقبة الخصوبة (تلك التي تتعقب هرمونات المسالك البولية أو التغيرات في اللعاب). يمكن استخدام الطرق التي تتنبأ بالإباضة لتحديد وقت الجماع أو التلقيح بشكل مناسب. غالبًا ما تحدث الإباضة لدى النساء المصابات بمتلازمة تكيس المبايض في أي وقت خلال الدورة، لزيادة فرص الحمل على أفضل وجه، فمن الأفضل ممارسة الجماع كل يومين على الأقل خلال الأسبوعين الثاني والثالث بعد انتهاء الدورة الشهرية.
يمكن أيضًا تأكيد الإباضة عن طريق اختبار هرمون البروجسترون في الدم في منتصف المرحلة الأصفرية، بعد سبعة أيام تقريبًا من الإباضة (إذا حدثت الإباضة في متوسط يوم الدورة من أربعة عشر، فسوف تكون الدورة في اليوم 21 بعد ذلك بسبعة أيام). يمكن أيضًا استخدام اختبار البروجسترون في منتصف المرحلة الأصفرية لتشخيص عيب المرحلة الأصفرية. يمكن استخدام الطرق التي تؤكد الإباضة لتقييم فعالية العلاجات لتحفيز الإباضة.
لا يمكن الاعتماد على درجات حرارة الجسم الأساسية للتنبؤ بالإباضة. 

## العلاج
تشمل إدارة العقم في متلازمة المبيض المتعدد الكيسات تعديل نمط الحياة بالإضافة إلى تقنيات الإنجاب المساعدة مثل تحريض الإباضة وتحفيز إطلاق البويضات والجراحة.

### تعديل نمط الحياة
بالنسبة للنساء ذوات الوزن الزائد المصابات بمتلازمة تكيس المبايض والذين يعانون من عدم الإباضة، فإن تعديل النظام الغذائي وفقدان الوزن يرتبط باستئناف الإباضة التلقائية. تشير الدلائل الأولية إلى أن التمارين الرياضية قد تحسن انتظام الدورة الشهرية، ومعدلات الحمل والإباضة، ولكن هناك حاجة إلى مزيد من البحث. 

### تحريض الإباضة
بالنسبة لأولئك اللائي مازلن يعانون من عدم الإباضة أو النساء النحيفات بعد فقدان الوزن، فإن تحفيز الإباضة هو العلاج الرئيسي المستخدم للمساعدة في علاج العقم ضمن متلازمة تكيس المبايض. يعد عقار ليتروزول وسترات الكلوميفين الخط الأول في علاج مرضى انعدام الإباضة تحت الخصوبة المصابين بمتلازمة تكيس المبايض. أظهرت مراجعة كوكرين أن الليتروزول (مثبط أروماتيز) يبدو أنه يحسن معدلات الولادة والحمل الحية مقارنةً بسيترات عقار كلوميفين. يبدو أنه لا يوجد فرق بين الليتروزول وحفر المبيض بالمنظار. تعد محفزات الغدد التناسلية مثل الهرمون المحفز للجريب (FSH)، بالإضافة إلى الجراحة، هي علاجات الخط الثاني.